# Юрттиахо, Юрки
Юрки Юрттиахо (фин. Jyrki Yrttiaho; 4 мая 1952, Пелкосенниеми, Лаппи — 17 февраля 2021) — финский левый политик, депутат парламента Финляндии (с 2007 по 2015).
Работал в городском совете Райсио с 2005 года, избран в парламент от округа Варсинайс-Суомен на выборах 2007 года с 4492 голосами и четыре года спустя с 4634 голосами. Депутатом Эдускунты был членом комитета по трудовой жизни и равенству, будущего комитета,комитета по обороне и консультативного совета Института внешней политики.
До создания Левого союза входил в Коммунистическую партию Финляндии и Демократический союз народа Финляндии, начиная с пионерской и молодёжной организации последнего. Изучал право и социальные науки в Университете Турку. Работал, среди прочего, в лесном хозяйстве, строительстве и на заводе, а такжё репортёром рабочих газет и радио (основал местное «Радио Робин Гуд» и в декабре 2007 года был избран председателем основанной тогда Ассоциации общественного радио Финляндии). До своей парламентской карьеры Ирттиахо с 1982 года работал в профсоюзе Metalli 49, крупнейшем филиале профобъединения металлургов Metalliitto.
Он был исключен из парламентской группы Левого союза в июне 2011 года вместе с Маркусом Мустаярви, поскольку они выступили против участия партии в правительстве Катайнена и выразили недоверие последнему. В 2013 году партийное руководство Левого союза требовало его выхода из самой партии. 